# Mycosphaerella silenis
Mycosphaerella silenis är en svampart som beskrevs av Höhn. 1903. Mycosphaerella silenis ingår i släktet Mycosphaerella och familjen Mycosphaerellaceae.   Inga underarter finns listade i Catalogue of Life.